# Henicus bechuanus
Henicus bechuanus är en insektsart som först beskrevs av Louis Albert Péringuey 1916.  Henicus bechuanus ingår i släktet Henicus och familjen Anostostomatidae. Inga underarter finns listade i Catalogue of Life.